# Sayar (municipio)
Sayar fue un municipio español de la provincia de Pontevedra, ya desaparecido.

## Historia
Hacia mediados del siglo XIX, el municipio incluía en su término las parroquias de Santa María de Godos, Santiago de Godos y San Esteban de Sayar y tenía contabilizada una población de 1204 habitantes. Aparece descrito en el decimotercer volumen del Diccionario geográfico-estadístico-histórico de España y sus posesiones de Ultramar de Pascual Madoz con las siguientes palabras:

SAYAR: ayunt. en la prov. de Pontevedra (3 leg.), part. jud. de Caldas de Reyes (1/4), aud. terr. y c. g. de la Coruña (15), dióc. de Santiago (5). sit. al N. de la prov. y der. del r. Umia; el clima es sano, y los aires mas frecuentes los del N. y S. Comprende las felig. de Godos, Sta. Maria; Godos, Santiago, y Sayar, San Estéban; el ayunt. se reune en la ald. de Goletas perteneciente á esta última. Confina el term. municipal N. el de Catoira; E. el de Caldas de Reyes; S. el de Portas, y O. Villagarcía. El terreno es de buena calidad, y tiene hácia el N. el monte Giabre, donde se cria tojo, y hay escelentes canteras de piedra; del mismo bajan distintos arroyos que despues de fertilizar las labores van á depositar sus aguas en el r. Umia: tambien hay arbolado de robles, suaces y buenos pastos. Los caminos son vecinales, y uno se dirige desde Villagarcía á Caldas de Reyes, en cuya v. se recibe el correo tres veces á la semana. prod.: cereales, legumbres, frutas, maderas, leña, vino y lino; hay ganado vacuno, poco lanar y cabrío; caza de perdices, codornices, liebres y conejos; pesca de anguilas y truchas. ind.: la agricultura, molinos harineros y telares de lienzos ordinarios. pobl.: 322 vec., 1,204 alm. contr.: 19,091 rs. Asciende el presupuesto municipal á unos 4,000 rs. que se cubre por reparto entre los vec.
(Madoz, 1849, p. 885)

El municipio de Sayar desapareció de cara al censo de 1897 y el término, con las parroquias que se incluían dentro de él, se incorporó al de Caldas de Reyes.